# 河岸街
河岸街（官方Strand，民间the Strand，音译斯特兰德）或名河岸，是伦敦西敏市一条街道的名称。河岸街西起特拉法加广场，东至圣殿关处与弗利特街汇合。今天的河岸街比历史上短，长度刚刚超过3/4英里（3/4英里约合1,207米）。

## 街道源始

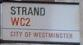
西敏官方制作的门牌不用特指

在盎格鲁-撒克逊语中，strand 的意思是水滨、河岸。它和意为搁浅、受困的词语stranded 一样，是从古代日耳曼语中的一个词根派生而来。不仅如此，在现代日耳曼语如瑞典语、丹麦语、挪威语、冰岛语、法罗语、德语、荷兰语以及与日耳曼语关系密切的芬兰语中，用来表示水滨、河岸意思的词语也都来自这同一个词根。至今，爱尔兰岛的许多河岸、滩涂还继续使用strand 一词命名。

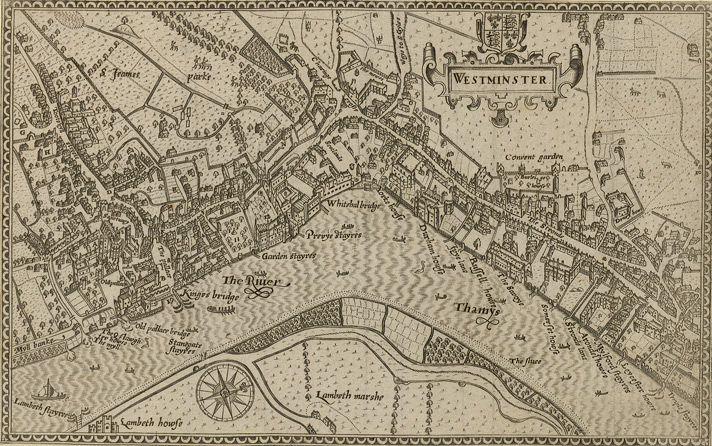
1593年西敏城老地图，右边与泰晤士河平行的街道是河岸街，中间的道路交叉处今为特拉法加广场。

一说起河岸街，人们就习惯在Strand 前面加上定冠词the，而在西敏城官方发布的文件和标识中，都没有使用定冠词。
河岸街的前身是罗马时期修筑的克曼街（Akeman Street）。这条大路连接伦敦城和奇西克，与泰晤士河大致平行。进入盎格鲁-撒克逊时期，河岸街和阿尔德维奇街一带开始成为罗马时代伦敦城外的重要居民区。在中世纪，河岸街连接着国家政治中心西敏宫和民政商业中心伦敦城，沿途还分布着若干居民区。今天，在奧德維奇路的北面，考古学家们发掘出了其中一处居民区遗址。可是，由于建筑垃圾的覆盖，遗址的南缘模糊不清。这些建筑瓦砾是17世纪拆除都铎王室萨默塞特坊（Somerset Place）的过程中产生的。匠人们在坊址上铺设了庞大的台基，随后建起第一座萨默塞特府。

## 贵族之家
12世纪以来，在河岸街沿线尤其是南边，豪宅鳞次栉比，主人多为主教或朝臣。这些豪宅开有通向泰晤士河的水门，一座座直接就蹲踞在河流的岸边。从东到西，它们依次是：

### 河岸街南
- 埃塞克斯府（Essex House）：建于1575年前后，原名莱斯特府（Leicester House），为莱斯特伯爵罗伯特·达德利所有。1588年，莱斯特伯爵去世，埃塞克斯伯爵二世罗伯特·德弗罗继承了这座房子。这一对继父继子，是伊丽莎白女王一世的情人。此后，埃塞克斯府经过几度易手，终于在1670年代被拆除。尼古拉·巴蓬（Nicholas Barbon）在原址上开辟了埃塞克斯街。巴蓬是牙医出身的物业投机商人，在伦敦发生大火的翌年，他就合伙创办了世界上第一家火险公司。
- 阿伦德尔府：原来是巴斯和威尔斯主教的府邸。英格兰宗教改革之后，它在10年内先后易主南安普顿伯爵一世威廉·费兹威廉（William FitzWilliam, 1st Earl of Southampton）、英格兰国王亨利八世和第一代休德利的西摩男爵托馬斯·西摩。1549年，阿伦德尔伯爵十九世亨利·菲查伦（Henry FitzAlan, 19th Earl of Arundel）出资40英镑购买了这座府邸。阿伦德尔府于1678年拆除，原址上修建了阿伦德尔街（Arundel Street）。[4]一个世纪后，人们在河岸巷发现一座冷泉澡堂（Roman Baths, Strand Lane）。有人推测它是罗马时期的遗物，因为深处阿伦德尔府的地下室而不为人知。从发现地址和澡池尺寸来看，它应该是都铎时期的遗物。在《大卫·科波菲尔》中，查尔斯·狄更斯动辄让主人公去这个澡堂冲凉。如今，它在伦敦大学国王学院河岸校区的校内，每天流量9个立方。
- 萨默塞特府：由第一代萨默塞特公爵爱德华·西摩兴建，1547年到1549年间，他以国舅身份出任英格兰护国公。18世纪，萨默塞特府被拆除重建，重建工程由威廉·钱伯斯爵士主持。
- 萨沃伊宫（Savoy Palace）：堪称14世纪英格兰最奢华的贵族府邸。它的主人是根特的约翰，也就是英王理查二世的叔叔。这位政治掮客提议开征人头税，结果引发了1381年瓦特·泰勒领导的农民起义。满腔怒火的义军将萨沃伊宫一举捣为齑粉。1512年，在萨沃伊宫的原址上，亨利八世创设了萨沃伊济贫医院（Savoy Hospital）。然而，医院渐渐地偏离了本职，租户们分割了整幢大楼。这所名存实亡的医院终于在19世纪被拆除。[5]今天，在萨沃伊宫原址上矗立着萨沃伊饭店。
- 伍斯特府（Worcester House）：原名卡莱尔府，为卡莱尔教区主教（Bishop of Carlisle）所有。[6]宗教改革之后，亨利八世把它送给了罗素家族（Russell family）的贝德福德伯爵一世约翰·罗素（John Russell, 1st Earl of Bedford）。贝德福德伯爵在河岸街别处修建了府邸，卡莱尔府遂由罗素家族的外甥伍斯特侯爵二世爱德华·萨默塞特（Edward Somerset, 2nd Marquess of Worcester）继承，他的儿子就是博福特公爵一世亨利·萨默塞特（Henry Somerset, 1st Duke of Beaufort）。17世纪中叶，伍斯特府一度为克拉伦登伯爵一世爱德华·海德（Edward Hyde, 1st Earl of Clarendon）所有，他的女儿安妮·海德就在这里秘密嫁给了当时的约克公爵、未来的詹姆士二世。
- 索尔兹伯里府（Salisbury House）：建于17世纪之初，是第一代索爾茲伯里伯爵羅伯特·塞西爾（的府邸。后来，他的儿子第二代索尔兹伯里伯爵威廉·塞西尔（William Cecil, 2nd Earl of Salisbury）把府邸一分为二。其中较小的部分在1678年被拆除，原址修建了索尔兹伯里街（Salisbury Street）。剩余的部分名声狼藉，一度被称为娼妇之家（Whores' Nest），终于也在1695年被拆除，原址修建了塞西尔街（Cecil Street）。如今，在索尔兹伯里府的故址上，矗立着壳牌麦斯大楼和塞西尔饭店（Cecil Hotel）。
- 达勒姆府（Durham House）：建于1345年前后，原为达勒姆教区主教所有。在宗教改革中，达勒姆主教被迫放弃了达勒姆府，亨利八世承诺给他另外安置住所。然而，亨利八世没有兑现诺言，他的继承人爱德华六世则干脆不闻不问。达勒姆府的新主人是亨利八世与其第二任王后安妮·博林的女儿伊丽莎白公主，也就是未来的伊丽莎白女王一世。1553年5月21日或25日，未来的九日女王琴·格蕾在达勒姆府和第一代諾森伯蘭公爵約翰·達德利的儿子吉尔福德·达德利进行了政治联姻。玛丽女王一世登基之后，达勒姆府被归还给主教。待到伊丽莎白女王一世即位，她又收回了达勒姆府，并在1583年把它赐给了沃尔特·雷利爵士。女王去世之后，雷利爵士的影响力也开始下降。时任达勒姆主教托比亚斯·马修（Tobias Matthew）趁机重提达勒姆府的归属问题。新君詹姆士一世于是又把达勒姆府还给了教会。此后，达勒姆府日益圮毁，终于在17世纪中叶被拆除。今天，达勒姆街（Durham Street）和艾德菲大楼（Adelphi Buildings）就建在达勒姆府的故址之上。
- 约克府（York House, Strand）：建于1237年之前，最初是诺维奇教区主教（Bishops of Norwich）的府邸。它也在宗教改革中落入亨利八世之手。1556年，亨利八世把它赐给约克大主教，诺维奇府从此易名为约克府。1620年代，约克府为詹姆士一世的宠臣白金汉公爵一世乔治·维利耶所有。它在英国内战期间一度易主。1672年，白金汉公爵二世乔治·维利耶把约克府卖给了开发商，随后它就被拆除。今天，在白金汉街（Buckingham Street）通向维多利亚堤岸的路口，还可以看到雕饰华美的约克府水门（York Watergate）。
- 亨格福德府（Hungerford House）：亨格福德市场（Hungerford Market）和查令十字火车站先后建在亨格福德府的故址之上。
- 诺森伯兰府（Northumberland House）：建于1605年，是诺森伯兰公爵的府邸。它于1874年拆除，原址上修建了连接特拉法加广场和维多利亚堤岸的诺森伯兰大道。

### 河岸街北
- 塞西尔府（Cecil House）：建于16世纪，又名伯利府（Burghley House）或埃克塞特府（Exeter House）。这里早先有一幢都铎时期的建筑，塞西尔府就在它的基础上扩建而成。它最初的两代主人是伯利男爵一世威廉·塞西尔（William Cecil, 1st Baron Burghley）和埃克塞特伯爵一世托马斯·塞西尔（Thomas Cecil, 1st Earl of Exeter）。埃克塞特府于1676年被拆除，原址上兴建了埃克塞特交易所（Exeter Exchange）。在1773年到1829年的50来年间，虽然交易所停止了运营，交易所楼上的动物园却遐迩闻名。埃克塞特交易所终于也被拆除，取而代之的是埃克塞特厅（Exeter Hall）。埃克塞特厅因为举办宗教性政治集会而著名。它既是基督教青年会的总部，也是圣乐团（Sacred Harmonic Society）的演奏大厅。1852年和1855年，埃克托·柏辽兹两度在此登台献艺。1907年，埃克塞特厅也被拆除。在这些历史建筑的原址上，现在矗立着河岸宫廷饭店。
- 贝德福德府（Bedford House）。
- 温布尔登府（Wimbledon House）。

除了萨默塞特府有幸重建之外，所有这些豪宅都已经成为历史的烟云，都被建筑寒酸的后起街道所完全覆盖。河岸街两边的现有建筑，都是17世纪以后由物业开发商们承建的。1608年到1609年，在面对河岸街的达勒姆府花园的部分园址上，建设了一座新交易所（New Exchange）。这座高级的购物中心一度吸引了可观的人流，然而，它也在1737年被彻底毁坏。

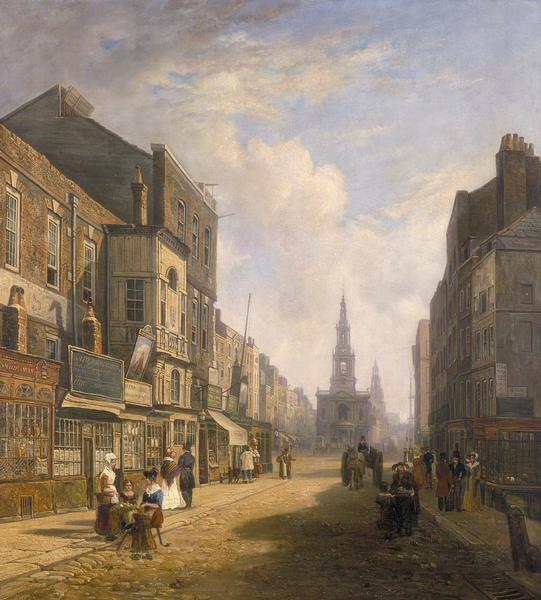
从埃克塞特交易所门口看河岸街，近景建筑在后来拓宽道路时都被拆除，远处塔楼是圣母教堂和圣克莱蒙教堂，1824年左右

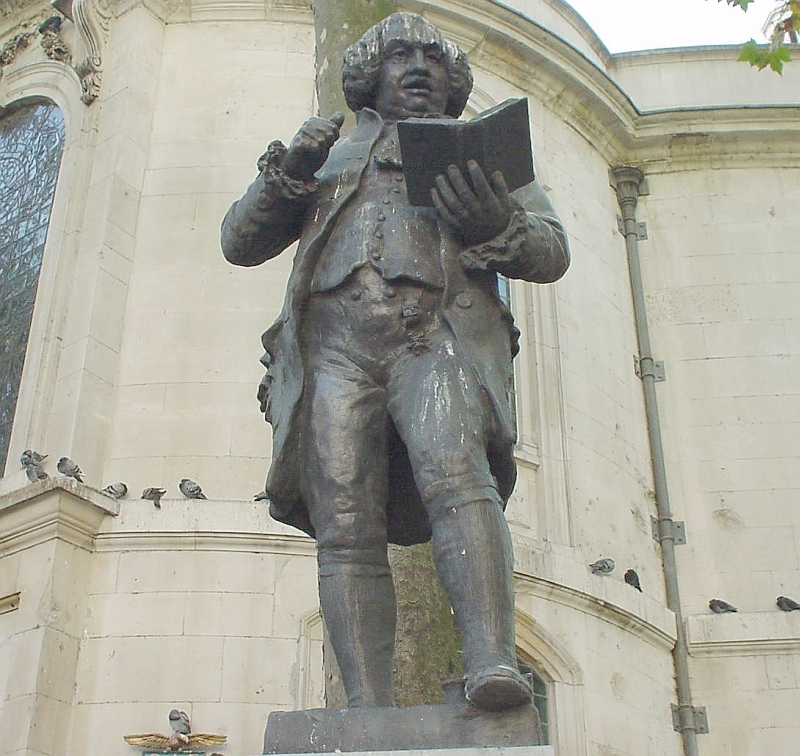
位于丹麦圣克莱蒙教堂东南角的塞缪尔·约翰逊博士塑像。2010年

## 街心教堂
河岸街的东端有两座历史悠久的教堂：河岸街圣母教堂和丹麦圣克莱蒙教堂。它们原来位于霍尼韦尔街和河岸街两条平行的街道之间。在1900年的道路拓宽工程中，霍尼韦尔街并入到河岸街。从此，两座教堂就成为矗立在河岸街道路中心的交通岛。河岸街的东部过去隶属于萨沃伊自治领（Liberty of the Savoy），在行政上与伦敦城和西敏城都没有关系。
现存的丹麦圣克莱蒙教堂，是17世纪克里斯托夫·雷恩爵士的作品，而教堂的历史则可以追溯到公元9世纪。圣克莱蒙教堂里安葬着知名度不高的哈罗德一世，人称兔足王。他于1035年到1040年间统治着盎格鲁-撒克逊人建立的丹麦王朝。现存的河岸街圣母教堂，由詹姆斯·吉布斯（James Gibbs）设计建造，竣工于1717年。在此之前，为了建造萨默塞特府，护国公爱德华·西摩尔拆除了原有的河岸街圣母教堂，以从中获得建筑材料。

## 特色酒馆
河岸街的豪宅被陆续拆除，贵族们也纷纷前往西区（West End），另外物色安身之所。在这以后，河岸街变得放浪了，也变得更有活力了。一说起它，人们就会想起咖啡馆和小酒馆，还有廉价的女人。1605年，一些天主教徒们策划炸毁国会、炸死君王，即所谓火药阴谋，他们经常在河岸街的狗和鸭（Dog and Duck）小酒馆秘密碰头。阴谋是流产了，酒馆却暴得大名。内战期间，就在河岸街的老马头（Nag's Head）小酒馆里，议会军代表亨利·艾尔顿（护国公奥利弗·克伦威尔的女婿）和一些平等派成员进行了协商，会后发布的兵谏（Remonstrance of the Army）威胁要废除君主制度、审判查理一世。19世纪，雷顿·尼古拉斯（Renton Nicholson）经营的煤孔（Coal Hole）小酒馆更是声名大噪。每天的音乐晚餐时节，女招待们袒胸露乳，摆出各种雕塑造型，酒馆内一派活色生香，同时现场演出内容猥亵的“法官和陪审员”（Judge and Jury）。

## 文学渊薮
维多利亚堤岸（Victoria Embankment）建于1865年到1870年间。它有效地分离了泰晤士河与沿河建筑，在它们之间形成了宽约50米的距离。经过这般大规模的重建之后，19世纪的河岸街成为新兴时髦场所，吸引了许多前卫的作家和思想家，诸如托马斯·卡莱尔、查尔斯·狄更斯、威廉·梅克比斯·萨克雷、约翰·斯图尔特·穆勒、赫伯特·斯宾塞和科学家托马斯·亨利·赫胥黎等等。河岸街142号住着思想激进的出版商兼医生约翰·查普曼（John Chapman）。1850年代，就是在这里，查普曼为那些同时代的骄子们出版作品；也是在这里，他编辑《西敏评论》（Westminster Review）长达42个春秋。美国诗人拉尔夫·沃尔多·爱默生也曾经是142号的房客。河岸街东端的霍尼韦尔街（Holywell Street），是维多利亚时代英国色情产业的中心。他们也拥有一份出版物，其内容和品格可想而知。在《逛街：伦敦探寻》（Street Haunting: A London Adventure）等散文作品中，弗吉尼亚·吴尔夫屡次提到河岸街。托马斯·斯特恩斯·艾略特则在《毕业》（At Graduation, 1905年）和《荒原》（The Waste Land, 1922年）第3章《火诫》（The Fire Sermon, 第258行：“经过斯特兰德，直到女王维多利亚街。”）中，两次赋予河岸街某种象征的意义。桂冠诗人约翰·梅斯菲尔德（John Masefield）也在他的名作《老化》（On Growing Old）中特别强调“河岸街摩肩擦踵的拥挤”。

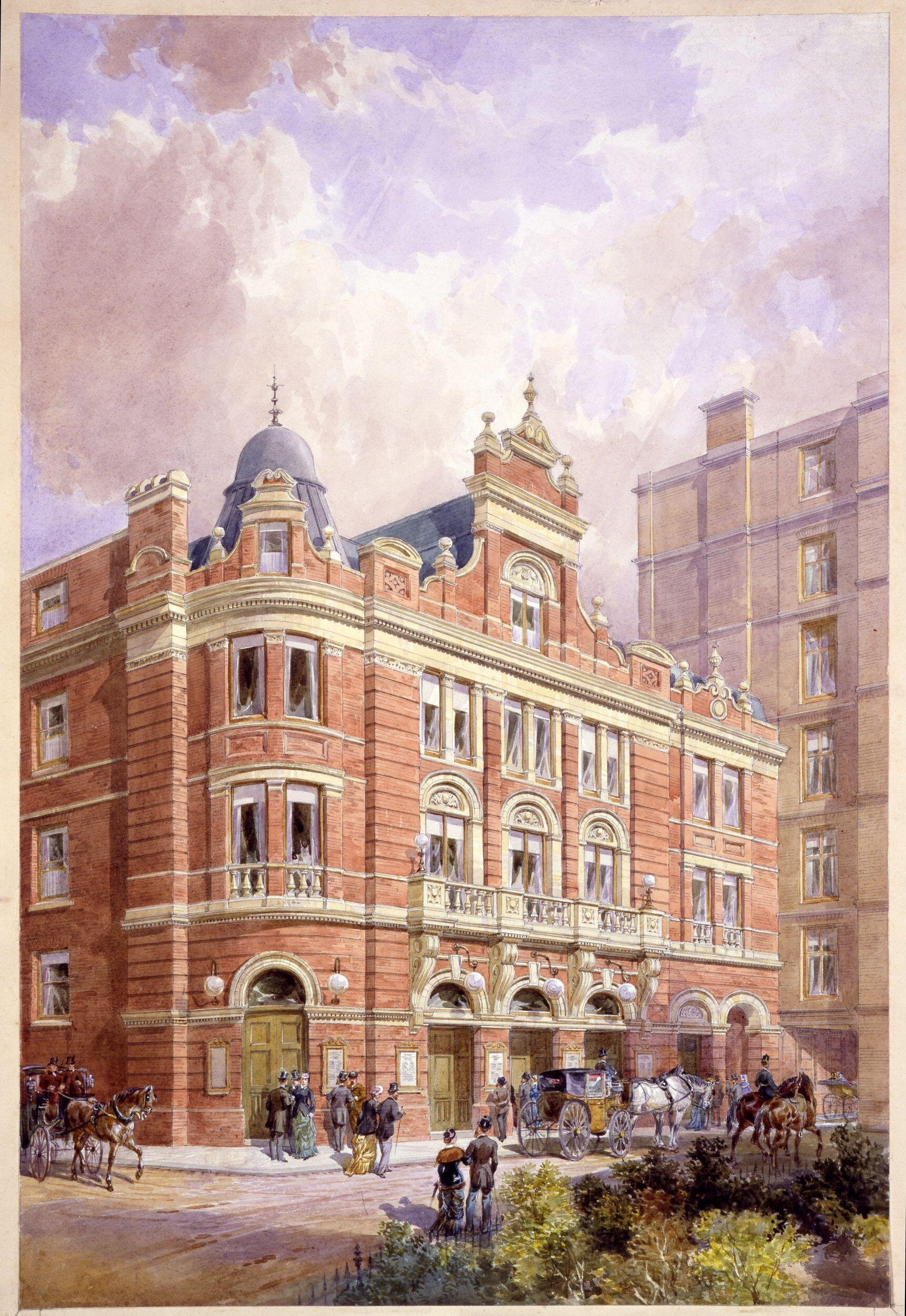
萨沃伊剧院。1881年

## 剧院衰荣
维多利亚时代的河岸街剧院林立，是伦敦市民夜晚生活的中心地带。然而，在19世纪和20世纪之交，随着奧德维奇街、国王道和河岸街东端等一系列道路工程的陆续开工，一批剧院永远地从河岸街消失了。这其中包括喜歌剧院（Opera Comique）、环球剧院（Globe Theatre）、皇家河岸剧院（Royal Strand Theatre）以及邻近的奥林匹克剧院（Olympic Theatre）。在那以后，河岸街还损失了欢乐剧院（Gaiety Theatre, 1939年关闭，1957年拆除）、特里剧院（Terry's Theatre, 1910年改成影院，1923年拆除）和蒂沃利剧院（Tivoli, 1914年关闭，之后拆除，1923年原址修建了蒂沃利影院，1957年因为建造彼得·罗宾逊（Peter Robinson）百货商店而被关闭拆除）。
现在幸存的河岸街剧院，计有艾德菲剧院（Adelphi Theatre）、萨沃伊剧院、杂技剧场（Vaudeville Theatre）以及邻近威灵顿街（Wellington Street）上的兰心剧院（Lyceum Theatre）。

## 交通枢纽

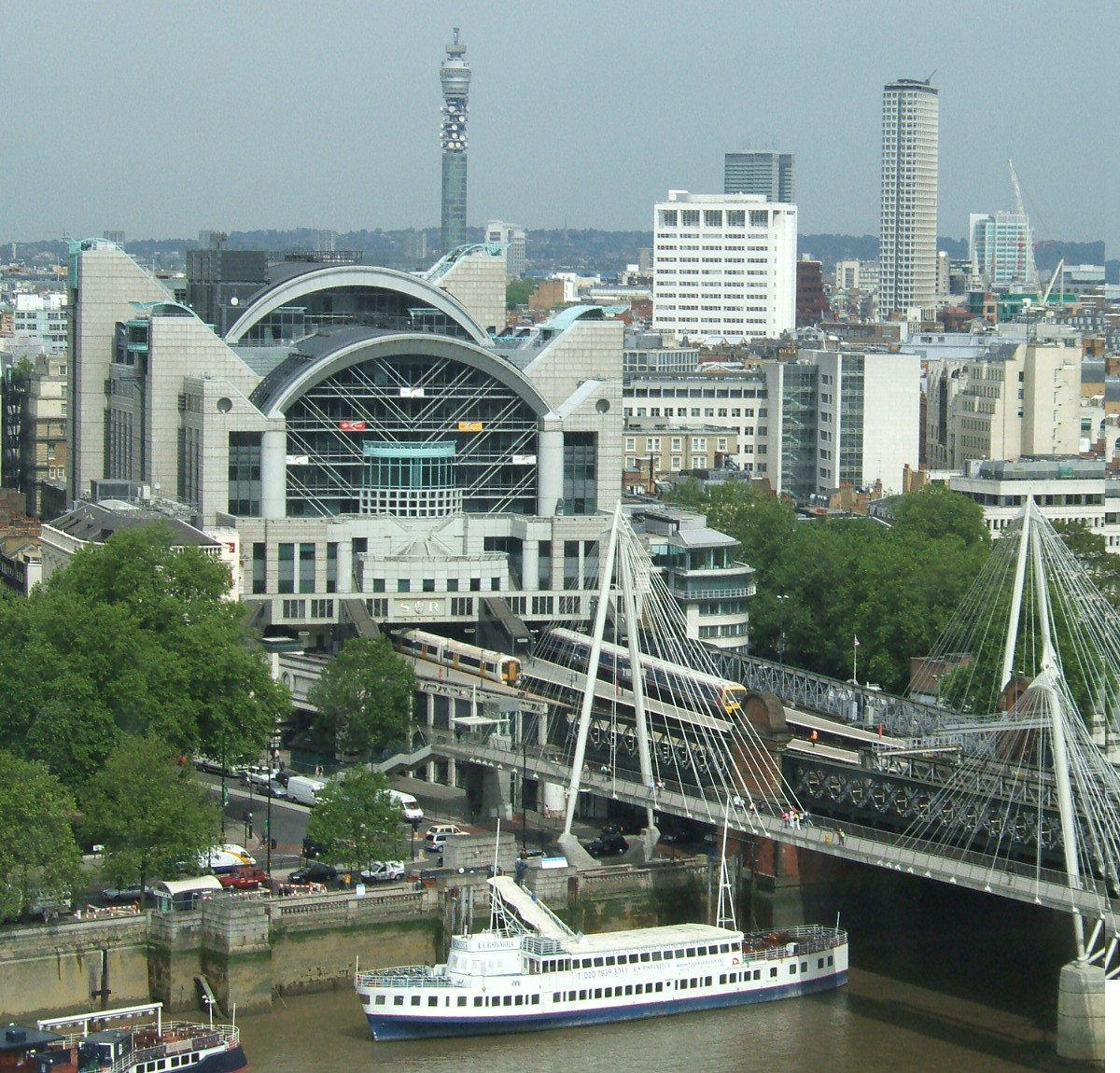
从伦敦眼看查令十字火车站。2009年

历史上，有两座地铁车站曾经以河岸命名：一座是地铁皮卡迪利线河岸车站（Strand tube station），于1907年投入运营，1915年易名為奧德維奇站，1994年停止运营；另一座是地铁北线查令十字车站，也于1907年投入运营，1915年易名河岸车站，1973年关闭，1979年与地铁贝克卢线特拉法加广场车站合并重组为新的查令十字车站。河岸桥落成的时候，适值滑铁卢大捷两周年，于是就正式更名为滑铁卢桥。
河岸街上的查令十字火车站建于1864年，为前往欧洲的旅客提供水陆交通服务。它刺激了周边旅游服务产业的发展，饭店的数量不断增长，连火车站本身也有一家附属的查令十字饭店（Charing Cross Hotel）。如今，这里还有不少的箱包店和旅行社，为河岸街昔日国际交通枢纽的地位提供佐证。有类似象征意味的还有集邮商店，包括斯坦利·吉本斯这样的知名邮商，也在河岸街设有经销窗口。

## 大众文化
《一起去斯特兰德遛达遛达》（Let's All Go Down the Strand）是一首有名的歌厅歌曲（music hall song），词曲作者是哈里·卡斯林（Harry Castling）和C. W. 墨菲（C. W. Murphy）。顾名思义，歌曲的主题与河岸街有关。夜晚，一群准备前往欧洲大陆莱茵河畔旅行的游客，在特拉法加广场上等候启程。也许，他们搭乘的就是查令十字火车站提供的水陆联运线路。《一起去斯特兰德遛达遛达》的歌词是这样的：
傍晚时分有那么一群游客

一起在特拉法加广场度过

他们计划到大陆旅行两周

旅行皮箱在手中紧紧攥着

正在畅想莱茵河畔的野餐

琼斯突然开口表示了不满

孩子们你们最好听我一劝

不要招惹那个什么日耳曼

顺流莱茵也没有什么美妙

不如沿斯特兰德遛达遛达——啃香蕉！

不如沿斯特兰德遛达遛达！

跟在我这个浪子班头身后

到斯特兰德寻寻花问问柳！

不如沿斯特兰德遛达遛达——啃香蕉！

这是一个洋溢快乐的地方

为你们所有的男孩和女孩

准备了充足的乐趣和声浪

一起去斯特兰德遛达遛达

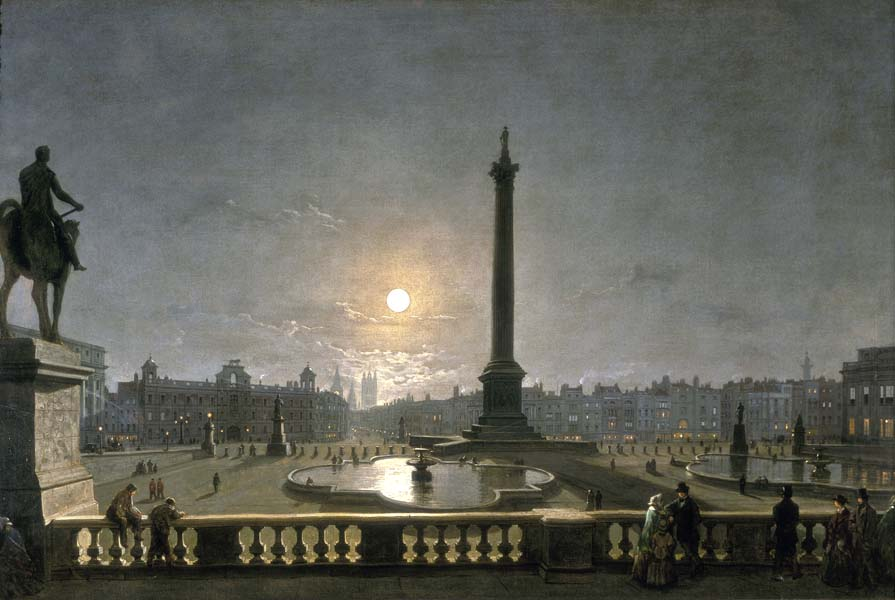
月色下的特拉法加广场。1865年

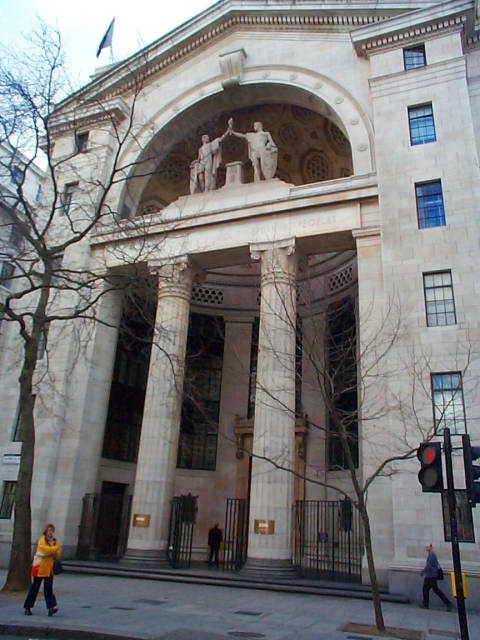
BBC国际部布什大楼上的英美亲善塑像。2007年

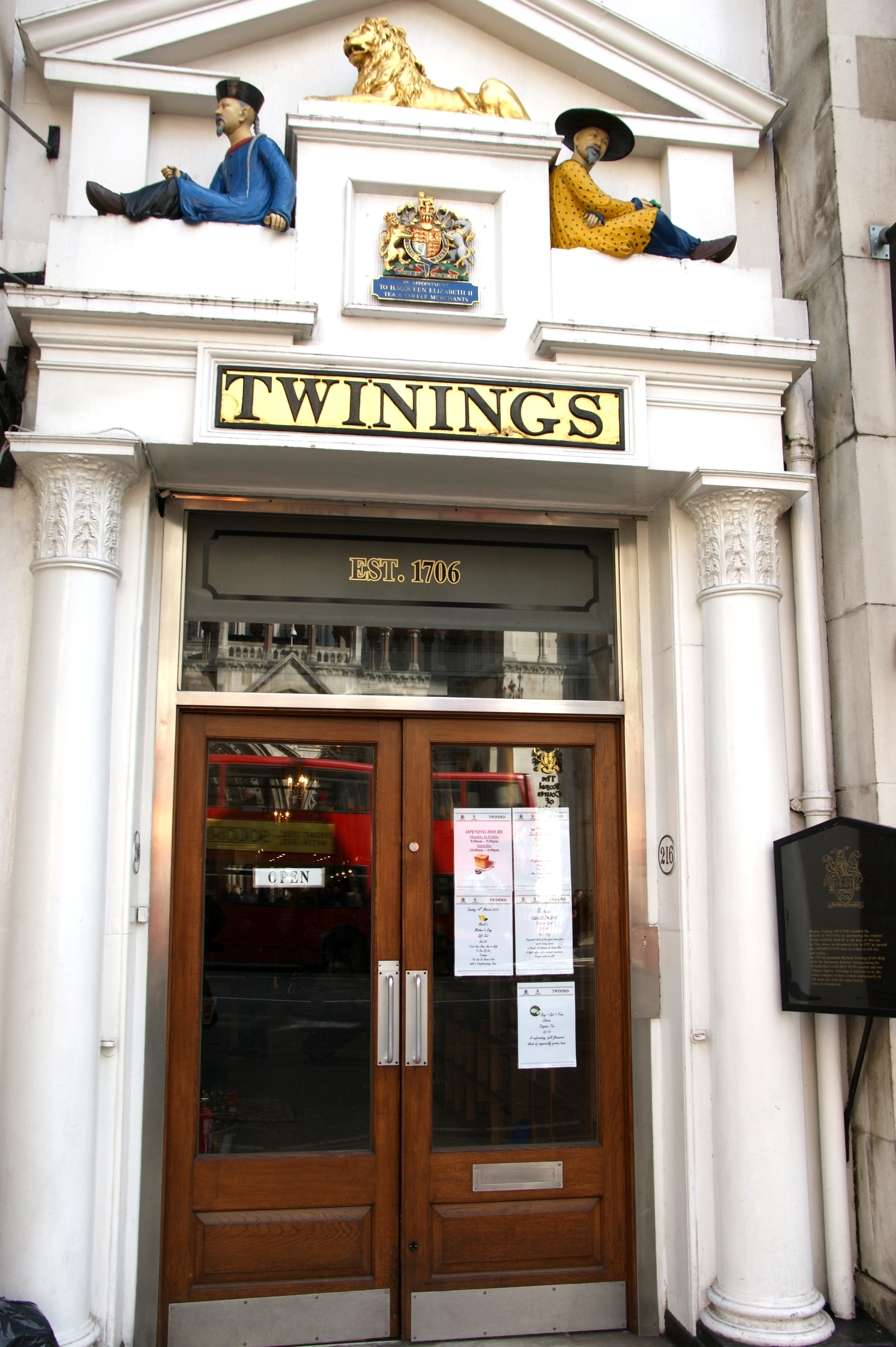
川宁茶店门楼上的清代官民孪生兄弟塑像。2006年

另类摇滚乐团模糊发行过这支歌曲的一个改编版。歌中的“不如去斯特兰德溜达溜达”和“啃香蕉”这两句，则被喜剧演员比尔·贝利（Bill Bailey）用作一些保留剧目的音乐素材，以表现传统伦敦（Cockney）的地域风情。
1973年，艺术摇滚乐团羅西音樂（Roxy Music）发行了第2张专辑唱片《为你快乐》（For Your Pleasure），其中收录了单曲《舞动斯特兰德》（Do the Strand）。
1975年，前卫摇滚乐团杰叟罗图（Jethro Tull）发行唱片《月台上的游吟歌手》（Minstrel in the Gallery），其中收录的第4支歌曲《安魂曲》（Requiem）也提到了河岸街。
1967年，约翰·贝奇曼（John Betjeman）使用“一起去斯特兰德遛达遛达”这个名称，为联合放送公司（Associated-Rediffusion）制作了一档电视纪录片。同年，玛格丽特·威廉姆斯（Margaret Williams）也制作了一出同名舞台喜剧。在另外一首歌厅流行歌曲《伯林顿·伯蒂》（Burlington Bertie）中，男主人公伯灵顿·伯蒂每天十点半起床，打扮成花花公子之后，就在河岸街、圣殿关、肯普顿园（Kempton Gardens）、白金汉宫等处游街串巷。
从河岸街得名的还有《斯特兰德月刊》（Strand Magazine），创办于1891年。英国广播公司国际部制作的一档艺术和文化类系列节目，也使用“斯特兰德”这个名称，这是因为公司国际部就设在河岸街布什大楼。

## 其他建筑
- 澳大利亚大楼（Australia House）

- 科陶德艺术学院

- 伦敦大学国王学院

- 皇家高等法院（Royal Courts of Justice）

- 辛普森餐厅（Simpson's in the Strand）

- 河岸宫廷饭店（Strand Palace Hotel）

- 川宁茶店

- 顾资银行（Coutts & Co）

## 延伸阅读
- Charles Knight (编), ,  2, London: C. Knight & Co., 1842
- John Timbs, ,  2nd, London: J.C. Hotten, 1867, OCLC 12878129
- Herbert Fry, , , London: David Bogue, 1880 (bird's eye view)
- Charles Dickens, , , London: Macmillan & Co., 1882
- Raymond Mander and Joe Mitchenson (1968) The Lost Theatres of London. Rupert Hart-Davis.
- . . Let's Go. 1998: 172+. OL 24256167M.